# 이루마 기지
이루마 기지(일본어: 入間基地 이루마 키치[*])는 사이타마현 사야마시와 이루마시에 걸쳐 있는 항공자위대의 군용 비행장이다.
현재 열본 열도 중부 지역의 중요한 방공 요새이자 항공수송, 보급의 거점으로 이용되고 있다. 그리고 일본 전국에 배치된 항공구난대 사령부와 중부항공방면대 사령부가 있는 기지이기도 하다.
1962년 11월 18일을 기점으로 시작하여 매해 11월 3일마다 항공제(航空祭 고쿠사이[*])가 열린다. 항공제가 열리는 동안, 기지는 공공에 개방되며 전시된 각종 항공기와 낙하 시범, 블루 임펄스의 항공쇼를 볼 수 있다.

## 역사

### 일본군
1938년 5월, 이루마군 도코로자와정의 도코로자와 비행장에 있던  육군사관학교 육군항공사관학교 분교가 이곳 도요오카정으로 옮겨왔다. 기지는 도요오카 육군비행장(豊岡陸軍飛行場)으로 명명되었다. 12월 10일에 육군항공사관학교는 분교에서 독립하였다. 1940년 비행장이 공사를 끝내고 완전한 기능을 갖추었고, 이듬해 쇼와 일왕으로부터 "修武台 슈무타이[*]"를 수여받았다. 도요오카 육군비행장은 종전까지 육군 항공부대의 교육시설로 쓰였다.

### 주일 미군

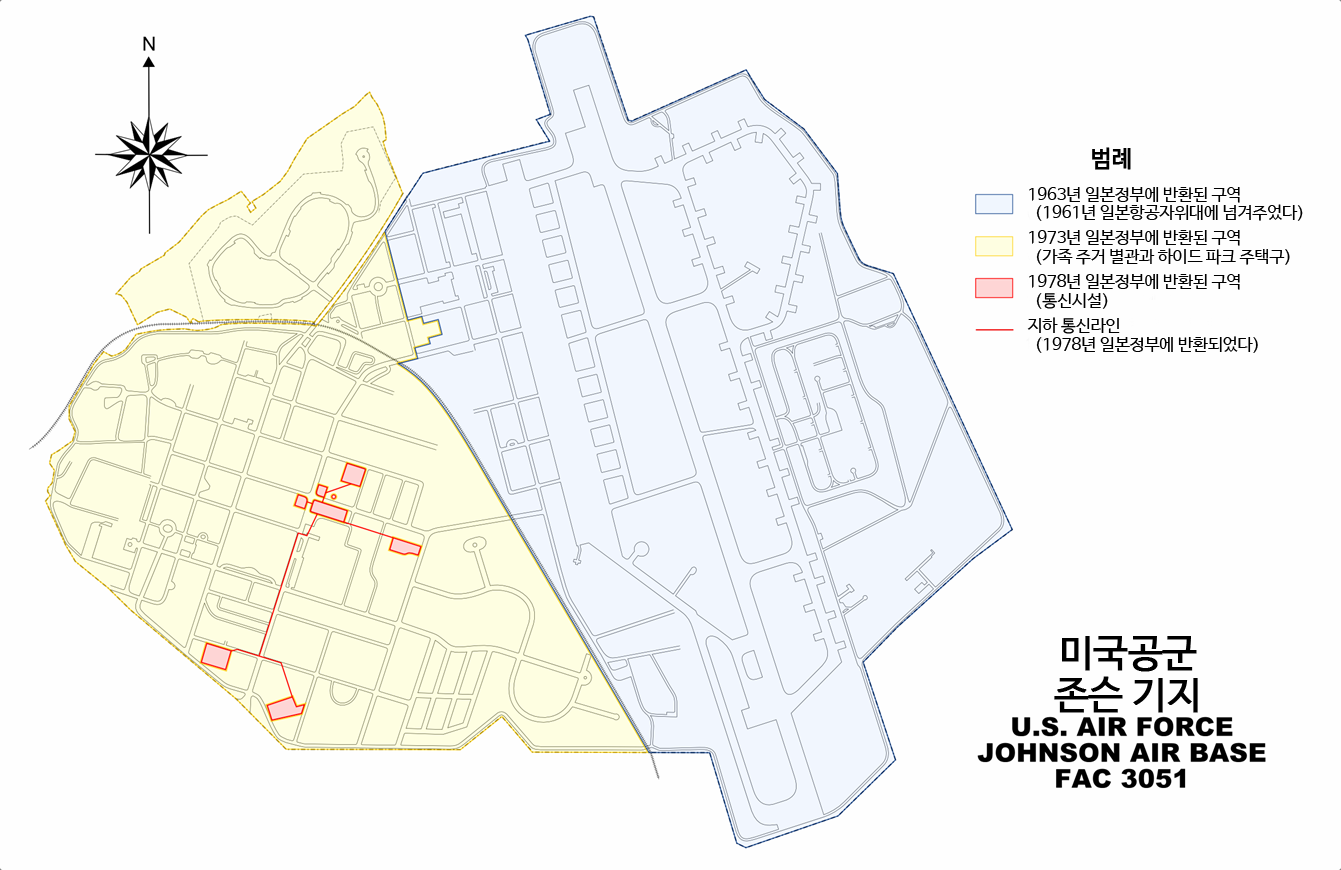
존슨 AB의 연도별로 반환된 구역

태평양 전쟁이 끝난 뒤, 미국 육군 항공대 제5공군이 오키나와에서 1945년 9월 25일에 이루마가와 비행장으로 옮겨와 시설을 점령하였다. 10월 7일, 도쿄항 상공에서 사고로 죽은 제49전투비행전대의 전대 제랄드 G. 존슨 대령을 기려 그의 이름을 따서 이듬해 1946년에 존슨 공군기지(Jonhnson Air Base)로 명명하였다.
1947년, 극동 공군이 창설된 이후, 존슨 공군기지는 한국 전쟁동안 극동 공군의 주요 기지 중의 하나가 되었다.
1958년, 중부 항공 방면대의 사령부가 창설되고 이루마 기지가 설립되었다. 1961년 기지에 대한 미일공동사용협정이 성립되면서 항공자위대와 미국 공군이 공유하게 되었다.
1960년 12월 30일에 존슨 항공기지(Johnson Air Station), 1963년 1월 1일 이후에는 존슨 가족주거별관(Johnson Family Housing Annex)으로 시설의 이름이 바뀌었다. 같은 해 11월에 비행장 지구의 관리운용권리가 항공자위대로 넘겨졌다.
1973년, 남은 가족 주거별관과 하이드 공원 DH 구역이 반환됨에 따라 기지통제권이 항공자위대로 옮겨졌으며, 1978년 9월, 제5공군 소유의 매설된 통신선이 철거되고 통신시설이 폐쇄되면서 완전히 일본국 정부로 반환되었다.
- 지휘부대
  - 제5군, 본부; 1945년 9월 ~ 1946년 1월
  - 제314혼성비행단, 본부; 1946년 6월 ~ 1948년 8월
  - 제41항공사단, 본부; 1952년 3월 ~ 1962년 6월
- 작전부대
  - 제71정찰비행전대; 1947년 4월 ~ 10월
  - 제35전투비행전대; 1945년 10월 ~ 1950년 4월; 1950년 8월 ~ 12월; 1951년 5월 ~ 1954년 8월
  - 제157연락대대; 1946년
  - 제4전투비행단; 1950년 12월 ~ 1951년 3월
  - 제3폭격비행단; 1950년 3월 ~ 1951년 8월; 1954월 10일 ~ 1960년 11월

### 항공자위대
1958년 8월에 중부항공방면대 사령부와 중부항공경계관제군 사령부가 편성되면서 항공자위대 이루마 기지가 성립되었다. 1961년 6월, 제5공군과 항공자위대는 미일공동사용협정을 체결하였다.

## 항공통신

### 관제
| 종류       | 주파수                                   |
| ---------- | ---------------------------------------- |
| GND        | 275.8 MHz                                |
| TWR        | 122.05 MHz,126.2 MHz,236.8 MHz,322.2 MHz |
| GCA        | 125.30 MHz,225.40 MHz                    |
| YOKOTA APP | 118.3 MHz,270.6 MHz                      |
| YOKOTA DEP | 122.1 MHz,363.8 MHz                      |
| RESCUE     | 123.1xMHz,138.05 MHz,247.0xMHz           |

GND, TWR, RESCU 채널은 이루마 기지 항공보안 관제군에서, APP, DEP 채널은 요코타 비행장에서 담당하고 있다. 일부 주파수의 표기가 "x"로 쓰여진 것은 고정된 것이 아니라 바뀔 수 있음을 가리킨다.

### 보안 무선 시설
| 통신국 이름 | 종류  | 주파수   | 인식 신호 |
| ----------- | ----- | -------- | --------- |
| 이루마      | TACAN | 1004 MHz | YLT       |

유지보수는 이루마 기지 항공 보안 관제군이 맡는다.

## 주둔
- 항공총대사령부
  - 중부항공방면대사령부
    - 중부항공경계관제단사령부
    - 제1고사군 본부
    - 중부항공설비대

  - 프로그램 관리대
  - 전자전지원대
  - 전자비행측정대
  - 항공 구난단
- 항공지원집단사령부
  - 제2수송항공대
  - 항공보안관제군
  - 이루마 항공기상대
  - 비행점검대
- 항공개발실험집단사령부
  - 전자개발실험군
  - 항공의학실험대
    - 제3부
    - 제4부
- 이루마 지방경무대
- 항공자위대보급처
  - 제3보급처
  - 제4보급처

## 참고
1. ↑  “航空自衛隊入間基地: Outline” (일본어). 항공자위대. 2015년 4월 14일에 원본 문서에서 보존된 문서. 2014년 6월 12일에 확인함.
2. ↑  “空自衛隊入間基地: Festival” (일본어). 항공자위대. 2014년 10월 21일에 원본 문서에서 보존된 문서. 2014년 6월 12일에 확인함.
3. ↑  “入間基地のあゆみ” (일본어). 사야마시역소. 2011년 3월 1일. 2016년 10월 3일에 원본 문서에서 보존된 문서. 2019년 5월 21일에 확인함.